# Lymeon apollinarii
Lymeon apollinarii är en stekelart som först beskrevs av Brethes 1926.  Lymeon apollinarii ingår i släktet Lymeon och familjen brokparasitsteklar. Inga underarter finns listade i Catalogue of Life.